# Stratégies A2/AD

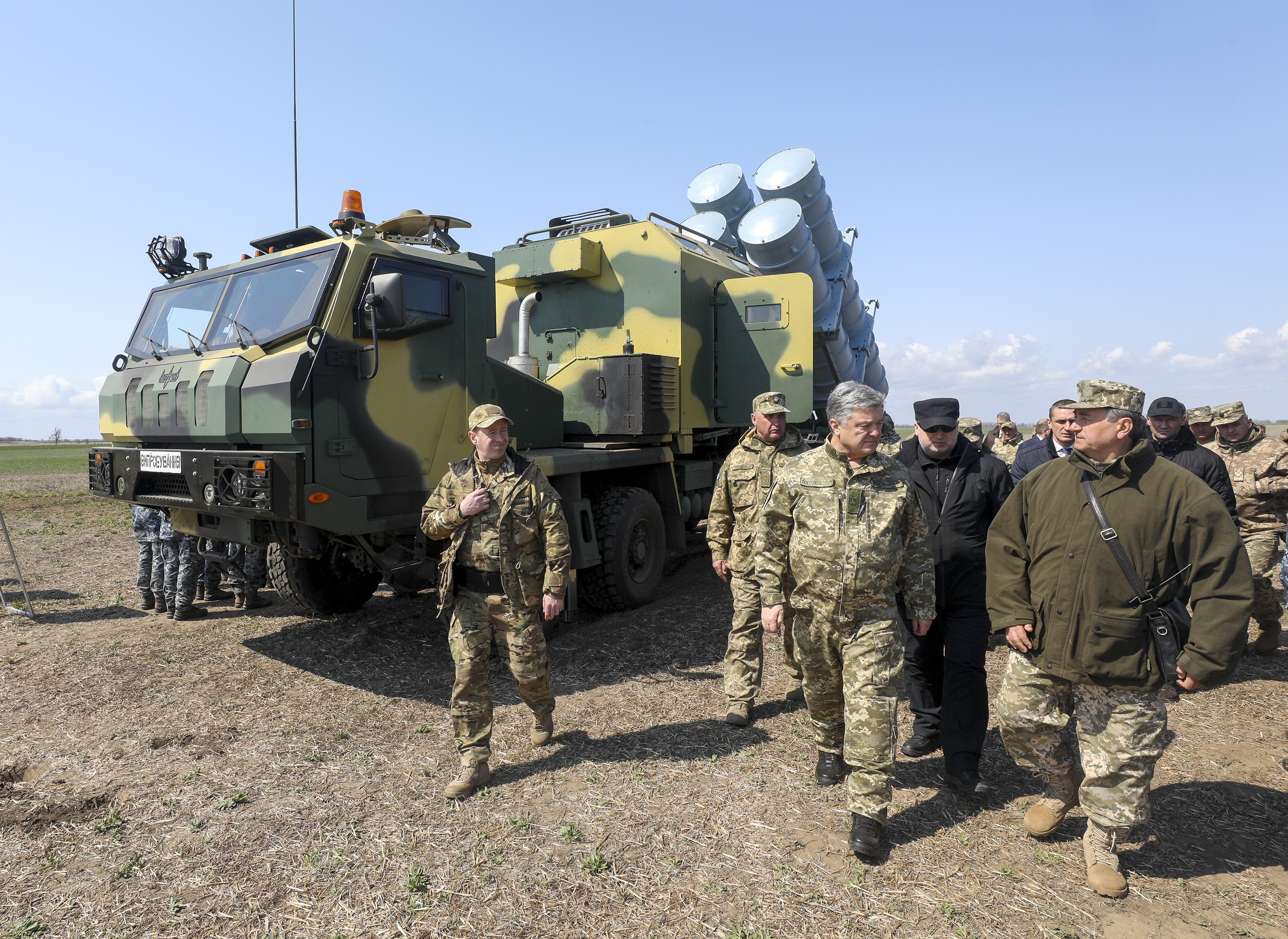
L'utilisation de missiles anti-navires est un des éléments courants de la stratégie A2/AD.

Les stratégies A2/AD signifient « déni d'accès et interdiction de zone » (en anglais, Anti-Access / Area Denial). Ce sont des stratégies mises en place pour empêcher un adversaire à la fois de pénétrer et de manœuvrer dans une zone, en y créant des bulles antiaériennes et antinavires. 
Ces stratégies sont théorisées par le « Center for Strategic and Budgetary Assessment » en 2003 aux États-Unis. Cette théorisation se fait dans le contexte de développement de capacité asymétrique contre la supériorité américaine. L'expression se diffuse largement après son utilisation dans le cadre de la politique du pivot Asie-Pacifique du président Barack Obama.

## Méthode moderne

### Espace terrestre
Dans l’espace terrestre, différents équipements et armes sont mis en place dans le cadre de cette stratégie.
Les mines terrestres : elles permettent de créer une limite difficilement franchissable pour des forces adverses, mais peuvent également être utilisées pour limiter et entraver leur mobilité dans un théâtre d’opérations (IED).
Missiles balistique / Artillerie : l'emploi de tir de missiles ou de l’artillerie par la délivrance de feu, notamment par tir de barrage. Dans le cadre d’un emploi dans une zone, elle peut faire peser une menace permanente contre une force adverse. 
NRBC-E : les armes nucléaires, radiologiques, biologiques, chimiques et explosives peuvent également servir pour faire du déni de zone en tant qu’agent durable. Cependant, de nombreuses armes NRBC notamment chimiques n’ont pas d’effet réel sur la zone et n’ont pas de valeur tactique, mais un important impact psychologique.
Obstacle physique : plus traditionnels, les barbelés ou des hérissons tchèques peuvent être des éléments efficaces pour ralentir ou empêcher un ennemi de pénétrer dans une zone.

### Espace maritime
Mines navale : il en existe différents types (orin, fond, dérivante, rampante ou lubion). Elles peuvent être fixes pour empêcher la navigation dans les eaux ou bien être dérivantes pour faire planer une menace permanente dans une zone contre une flotte adverse.
Batteries côtières : que ce soient des missiles anti-navires ou de l’artillerie, elles permettent d’empêcher la pénétration et la navigation de navires dans une zone. C’est une menace importante pour les unités précieuses comme les porte-avions ou les navires de débarquement (exemples d’équipements : Bastion, Exocet).
Obstacle physique : plus rarement utilisé à grande échelle, des systèmes existent pour empêcher les déplacements, notamment avec la mise en place de filets anti-sous-marins ou de filets anti-plongeurs. Ces systèmes sont principalement utilisés pour protéger des infrastructures importantes comme les ports.

### Espace aérien-électromagnétique
Missiles anti-aérien : les armes anti-aériennes sont utilisées dans un système global de détection électro-magnétique avec différentes strates de protection, de courte, moyenne et longue portée. Sans cette complémentarité, le risque est d’avoir des failles. Ces systèmes peuvent aussi bien être utilisés contre des avions de tous types, des missiles et des drones. Plus que les missiles, c’est la détection des aéronefs qui est un enjeu central pour pouvoir détruire les avions, les avions furtifs peuvent inverser le rapport de force contre ce genre d’équipement. Exemples d’équipements : S-400 Triumph, Aster, MIM-104 Patriot.
Équipement de guerre électronique : les équipements de guerre électronique, principalement le brouillage et écoute des systèmes GPS et des communications, permettent d’empêcher l’utilisation d’armes modernes comme des missiles ou le déplacement de navires et d’aéronefs.

## Utilisation de cette stratégie dans le monde

### Russie
L’armée russe utilise cette stratégie, notamment en Arctique, dans la mer Baltique ou en Crimée. Cette stratégie se manifeste par la mise en place de bastions autour de bases russes avec des systèmes militaires complémentaires notamment anti-aériens et anti-navires.

### Chine
La Chine utilise cette stratégie principalement en mer de Chine pour asseoir ses revendications en mer de Chine et de facto contrôler la zone. Cette stratégie passe par la mise en place d’iles artificielles qui sont militarisées et équipées en système de missiles anti-aérien et missiles anti-navires, dispositifs complétés par des aéroports militaires avec des intercepteurs.

### Syrie
En Syrie, des bulles de protection anti-aériennes sont mises en place par l’armée syrienne et l’armée russe principalement autour des bases aériennes et navales, notamment pour se protéger des raids d’aviation adverse.

### Corée
La Frontière entre Corée du Nord et Corée du Sud est un exemple combinant tous les différents systèmes avec notamment le plus grand champ de mines du monde dans une zone tampon entre les deux pays. Ce dispositif bien que durable est en constante évolution technique.

## Incidents
Comme ces armes ne font pas la différence entre ennemis, amis et civils, rendant les zones de déploiement de ces systèmes particulièrement dangereux, des systèmes de discrimination IFF Identification, friend or foe existent, mais n’empêchent pas les accidents.

### Vol 17 Malaysia Airlines (2014)
L'avion du vol reliant Amsterdam à Kuala Lumpur est abattu en vol dans la région de Donetsk, dans l'est de l'Ukraine. Cet avion a été abattu par un missile sol-air Buk-M1 tiré par les séparatistes pro-Russes, qui auraient identifié cet avion comme étant un avion militaire ukrainien. 

### Vol 752 Ukraine International Airlines (2020)
L'avion du vol devant relier Téhéran à Kiev, est abattu par erreur par la défense anti-aérienne iranienne après son décollage de Téhéran, touché par deux missiles sol-air Tor-M1. Cet incident se fait dans un contexte de très forte tension entre Américains et Iraniens, l’avion aurait été identifié comme un missile balistique.

### Mines oubliées / perdues
Dans de nombreux pays ayant connu des conflits depuis un siècle, on trouve des mines actives. Il est fréquent que des civils soient touchés par ces engins explosifs. Le déminage humanitaire devient alors un enjeu national ; c'est par exemple le cas au Cambodge.